# Kotone Furukawa
Kotone Furukawa (古川 琴音 Furukawa Kotone?, n. 25 octombrie 1996, Prefectura Kanagawa, Japonia) este o actriță japoneză.

## Filmografie selectivă

### Filme
- Arc (2018) - Ami[2]
- 21st Century Girl (2019)
- Any Crybabies Around ? (2020)

### Televiziune
- Nagi's Long Vacation (2019)　- Mol
- Kono Koi Atatamemasuka (2020) -  Ri Si-Han[3]
- Yell (2020) - Hana Koyama[4][5]
- Konto ga Hajimaru (2021) - Tsumugi Nakahama